# Mallory Burdetteová
Mallory Burdetteová, nepřechýleně Mallory Burdette (* 28. ledna 1991 Macon) je americká profesionální tenistka. Ve své dosavadní kariéře nevyhrála na okruhu WTA Tour žádný turnaj. V rámci okruhu ITF získala do září 2012 dva tituly ve dvouhře.
Na žebříčku WTA byla ve dvouhře nejvýše klasifikována v květnu 2013 na 82. místě a ve čtyřhře pak v  srpnu 2012 na 292. místě. Trénuje ji Nick Saviano.
K roku 2012 studovala poslední ročník Stanfordovy univerzity.

## Finálové účasti na turnajích okruhu ITF
| $100,000 tournaments |
| $75,000 tournaments  |
| $50,000 tournaments  |
| $25,000 tournaments  |
| $10,000 tournaments  |

### Dvouhra: 2 (2–0)
| Stav    | Č. | Datum             | Turnaj     | Povrch | Soupeřka ve finále | Výsledek |
| ------- | -- | ----------------- | ---------- | ------ | ------------------ | -------- |
| Vítězka | 1. | 22. července 2012 | Evansville | tvrdý  | Jing-Jing Tuanová  | 6–1, 6–2 |
| Vítězka | 2. | 5. srpna 2012     | Vancouver  | tvrdý  | Jessica Pegulaová  | 6–3, 6–0 |